# Juste pour rire : Les Gags
Pour les articles homonymes, voir Juste pour rire (homonymie).
Les Gags (aussi Just for Laughs Gags en anglais) est une émission de télévision québécoise humoristique, créée par Pierre Girard, producteur exécutif et directeur général de la compagnie Juste pour Rire Les Gags inc. Pierre Girard a été grandement épaulé par Jacques Chevalier, producteur au contenu, jusqu'en 2020. Yann Vallières a pris le poste de producteur au contenu par la suite. L'émission humoristique Les Gags présente des vidéos et des photographies amusantes, le plus souvent en caméra cachée. Elle s'inscrit dans le genre « Caméra cachée », lancée dès 1964 par La Caméra invisible. Les Gags ont été connus sous la marque de Juste pour Rire, jusqu'en mars 2024, puis sous le groupe ComediHa! en mai 2024 (connu sous le nom Juste pour divertir depuis l'achat de Juste pour Rire).
Elle a pour slogan Rendre les gens heureux.

## Synopsis
L'émission est fondée sur des scènes loufoques filmées en caméra cachée : une situation comique et embarrassante implique un passant qui se fait prendre au piège et ses réactions sont filmées. En moyenne, la réaction d'une dizaine de passants est montrée avant de passer à un autre gag. Le canular est parfois à simple détente (se retrouver face à une absurdité), et parfois se prolonge (la première absurdité en provoque d'autres).

## Production
| Années | Série tournée à Montréal | Détail sur la production montréalaise | À l'international |
| ------ | ------------------------ | --- | --- |
| 1999   |                          | - Nom initial: Farce et Cie. - Projet de la série mise sur papier; formation d'une équipe et préparation des tournages | |
| 2000   | Série I (13 épisodes)    | - Changement de nom: Le Gags Juste pour Rire (Gags JPR) - Production licencée par Judith Brosseau, la première personne qui fait l'acquisition des Gags et qui a cru au produit - Financée par la FIDEC - Canal D, diffuseur québécois, le premier à mettre l'émission en onde - Deux autres télédiffuseurs canadiens diffusent l'émission : Comedy Network et TVA | |
| 2001   | Série II (13 épisodes)   | - Toujours en concours avec les trois diffuseurs canadiens - Augmentation de 50% de la licence de Comedy Network - Financement FIDEC remboursé en un temps record | Premier succès à l'international: TF1 (France) acquiert les deux premières séries |
| 2002   | Série III (13 épisodes)  | - Augmentation de 122% de la licence de Comedy Network, et de 60% pour TVA - Première chaîne de télévision francophone au Québec et TVA devient le principal diffuseur sur le marché canadien | - Augmentation des ventes à l'international - Début des ventes sur les compagnies aériennes, des séries sont achetées par 5 compagnies - TF1 acquiert la série III - Tournage de gags (3-4 semaines) au Mexique pour allonger la saison des Gags de Montréal |
| 2003   | Série IV (13 épisodes)   | - Quatre diffuseurs candiens, avec CBC qui achète les quatre premières séries et s’engage pour les quatre séries subséquentes - Comedy Network en 2e fenêtre derrière CBC - Quatre diffuseurs canadiens sont partie prenante de la structure financière - Dernière année de diffusion sur Canal D                                                                  | - Production de deux séries de six épisodes démarre en Irlande du Nord pour diffusion sur les ondes de la BBC One, assurée par un producteur irlandais Wild Rover Productions avec le personnel créatif de Montréal - Tous les revenus d’exploitation internationale pour la prérogative des Gags JPR - Achat du catalogue Just Kidding et Only Joking (plus de 1000 gags tournés en Belgique) - Production de 14 émissions de 30 minutes basée sur le catalogue belge sous l'étiquette des Gags JPR comme 'Non-Canadian series' |
| 2004   | Série V (13 épisodes)    | | - Production d'une 3e séries en Irlande du Nord pour BBC One - Croissance des ventes internationales et distribution des Gags JPR dans 75 pays et une quarantaine de compagnies aériennes |
| 2005   | Série VI (13 épisodes)   | - TVA achète les séries V et VI, et s'engage pour les trois prochaines années | - Production d'une 4e séries en Irlande du Nord pour BBC One - TF1 acquiert les séries IV, V, VI, BBC1, BBC3 et la 'Non-Canadian series' - RTBF acquiert les séries I, II, III, IV, V, VI, BBC1, BBC3 et la 'Non-Canadian series' |
| 2006   | Série VII (13 épisodes)  | | - Production d'une 5e séries en Irlande du Nord, avec 10 épisodes au lieu de 6; dernière année de production en Irlande du Nord - Nouveau produit 'Just Kidding The Classics' ou 'la série B' provenant du catalogue belge combiné à des Gags (Montréal) jamais exploité, pour un total de 39 épisodes - TF1 rachète les trois premières séries et la série VII de Montréal - Percée majeure pour les Gags JPR aux États-Unis : ABC commande six épisodes composés des meilleurs gags déjà produits, animé par un jeune comique canadien, Rick Miller. - Augmentation de 200% sur l'audience de ABC durant la saison estivale - Croissance des ventes internationales et distribution des Gags JPR dans 140 pays et 95 compagnies aériennes |
| 2007   | Série VIII (13 épisodes) | - Comedy Network rachète les séries I, II, III, IV et V - Dernière année de licence pour CBC | - ABC commande 26 épisodes supplémentaires - RTL (Allemagne) commande 50 épisodes - Nine Network (Australie) commande 12 épisodes, avec l'aide d'Andy McIntyre (CEO & Producteur exécutif chez Rocket Science Group) |
| 2008   | Série IX (26 épisodes)   | - Production de la série IX avec deux fois plus d'épisodes | - TF1 acquiert la série VIII et les 13 premiers épisodes de la série IX |
| 2009   | Série X (20 épisodes)    | - TVA diffuse la série X et la série Asie 1 - Tourisme Québec augmente sa visibilité internationale par insertion de 13 épisodes des Gags JPR et s'engage pour deux années de plus (2010, 2011) | - Expansion vers le marché asiatique : une collaboration avec MediaCorp Group à Singapour, dans le même format que la production en Irlande du Nord, résultant d'une série de 13 épisodes au nom de 'la série Asie 1' - Succès de la série Asie 1 en Asie et en Occident où elle est vendue au Canada et en France - Amalgame de la série Asie 1 et la série X (33 épisodes) en vente pour le marché international, - TF1 acquiert l'amalgame de 33 épisodes et les 13 derniers épisode de la série IX |
| 2010   | Série XI (13 épisodes)   | - Crise mondiale 2008-2009 réduit la production des Gags JPR pour la série XI - Création d'une nouvelle série de caméras cachées, où les enfants piègent des adultes, tournée à Montréal sous le nom de 'Just Kidding' (titre français: Full ado) | |

## Fiche technique
La piste sonore est remplacée par une musique spécialement composée pour s'unir à l'ambiance du gag, accompagnée de bruitages et de rires enregistrés. La majorité de la musique des Gags a été créée par le compositeur Scott Price. L'utilisation de textes (par exemple des écriteaux) est réduite au minimum, rendant l'émission universellement compréhensible et facilement visible dans d'autres pays.
Les sketchs sont principalement filmés à Montréal, mais certains sketchs ont été enregistrés à Québec et ailleurs dans le monde, comme au Mexique, en Irlande du Nord et à Singapour.
Une série de comédiens participent aux canulars : Claude Talbot, Dany Many, Denis Levasseur, Denise Jacques, Francis Gio Santiago, Jack Martin, Jacques Drolet, Jean Guimond, Jean Kohnen, Jean-Pierre Alarie, Jean Provencher, Keith Law, Kirsteen O'Sullivan, Marie-Andrée Poulin, Marie-Ève Larivière, Marie-Pierre Bouchard, Nadja David, Pascal Babin, Philippe Bond, Richard Ledoux, Sonia Butterworth.
L'émission est diffusée sur les chaînes de télévision québécoises et canadiennes depuis le 26 décembre 2000 (TVA, CBC Television et Canal D entre autres). Facilement exportable, elle a été vendue dans plus de 140 pays et 95 compagnies aériennes. En France, elle a été diffusée sur France 2, TF1, M6, France 4, TMC, W9, NT1, TFX, Gulli, Comédie!, Paris Première et TV Breizh. En Algérie, l'émission est diffusée sur Programme national, Canal Algérie, Chaîne 4 et Echourouk TV, et au Maroc, elle est diffusée sur 2M. En République démocratique du Congo, elle est diffusée sur canal+pop (anciennement appelé canal+comedie).

## Présence numérique
Sur le réseau YouTube, la chaîne Juste pour rire: les gags atteint 10 millions d’abonnés en 2020, et devient ainsi la chaîne d’humour canadienne la plus populaire sur le réseau social.
En 2020, la chaîne propose près de 7 000 gags tournés en 20 ans, qui ont été vus plus de 5,8 milliards de fois dans le monde entier.

## Le festivalJuste pour rire
Cette émission de télévision a aussi été présenté au festival Juste pour rire, qui est un festival d'humour annuel se déroulant à Montréal, au Québec, mais aussi en France, à Nantes.